# Mychailo Tolstych

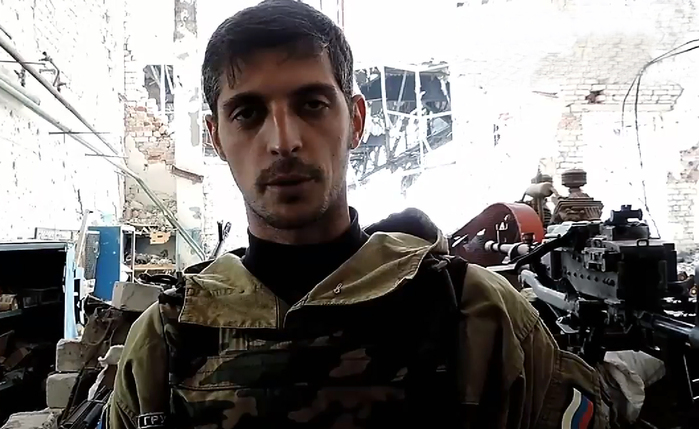
Mychailo Tolstych, 2014

Mychailo Serhijowytsch Tolstych (ukrainisch Михайло Сергійович Толстих, russisch Михаи́л Серге́евич Толсты́х Michail Sergejewitsch Tolstych; * 19. Juli 1980 in Ilowajsk; † 8. Februar 2017 in Makijiwka), auch Giwi (Ги́ви) genannt, war ein ukrainischer Milizenführer im russischen Krieg in der Ukraine. Er führte offiziell das prorussische „Somalia-Bataillon“ (russisch: Батальон Сомали) an.

## Leben
Mychailo Tolstych wurde 1980 im ukrainischen Ilowajsk in der Oblast Donezk geboren. Er hatte nach eigenen Angaben teilweise georgische Wurzeln, identifizierte sich selbst aber als Russe. Sein Kampfname „Givi“ ist eine Anspielung auf seine teilweise georgische Abstammung.
Nach eigenen Angaben diente Tolstych von 1998 bis 2000 in der ukrainischen Armee als Panzerfahrer
und war danach als Fabrikarbeiter tätig.
Der aus Ilowajsk stammende Tolstych schloss sich den prorussischen Rebellen im Mai 2014 an und kämpfte unter anderem in Slowjansk gegen die ukrainische Armee. Er stieg in den Rängen der Separatisten auf und war im Sommer 2014 ein Befehlshaber in der Schlacht um Ilowajsk. Ein hochrangiger Separatisten-Offizier soll nach einer Schlacht unter dem Eindruck des Anblicks von Leichen und verbrannten Panzern ausgerufen haben: „Givis Leute sind bösartiger als somalische Piraten!“. Dies führte zur Benennung seiner Einheit als „Somali-Bataillon“.  
Während ukrainische Behörden und Medien ihn als „Terroristen“ und Söldner titulierten, genoss Tolstych bei Anhängern prorussischer Separatisten große Beliebtheit und wurde teilweise „Che Guevara des Donbass“ genannt. Vocativ.com hob hervor, dass der äußerlich attraktive Tolstych in der Propaganda der Separatisten eine zentrale Rolle spielte.
Dabei trat er oft mit Arsen Pawlow auf. Bei beiden Milizenkommandeuren zweifelten Beobachter an ihren Fähigkeiten und wiesen auf ihre offenbar wichtigere Rolle in den russischen Medien hin.
Nach der Zweiten Schlacht um den Flughafen Donezk beteiligte Tolstych sich wesentlich an der Misshandlung von ukrainischen Kriegsgefangenen und verstieß somit gegen die Genfer Konventionen. Diesbezügliche Videoaufnahmen wurden unter anderem auf YouTube publiziert und erlangten dadurch internationale Bekanntheit. Er wurde am 16. Februar 2015 auf die Sanktionsliste der Europäischen Union gesetzt.
Tolstych kam am 8. Februar 2017 durch den Einschlag von Geschossen eines Granatwerfers oder schultergestützten Raketenwerfers (vermutlich des Typs Schmel) in seinem Büro ums Leben.
Die genauen Hintergründe seines Todes blieben unklar und sorgten für verschiedene Spekulationen.
Am 10. Februar 2017 wurde Tolstych in Donezk beerdigt.